# Johannesberg, Mariestads kommun

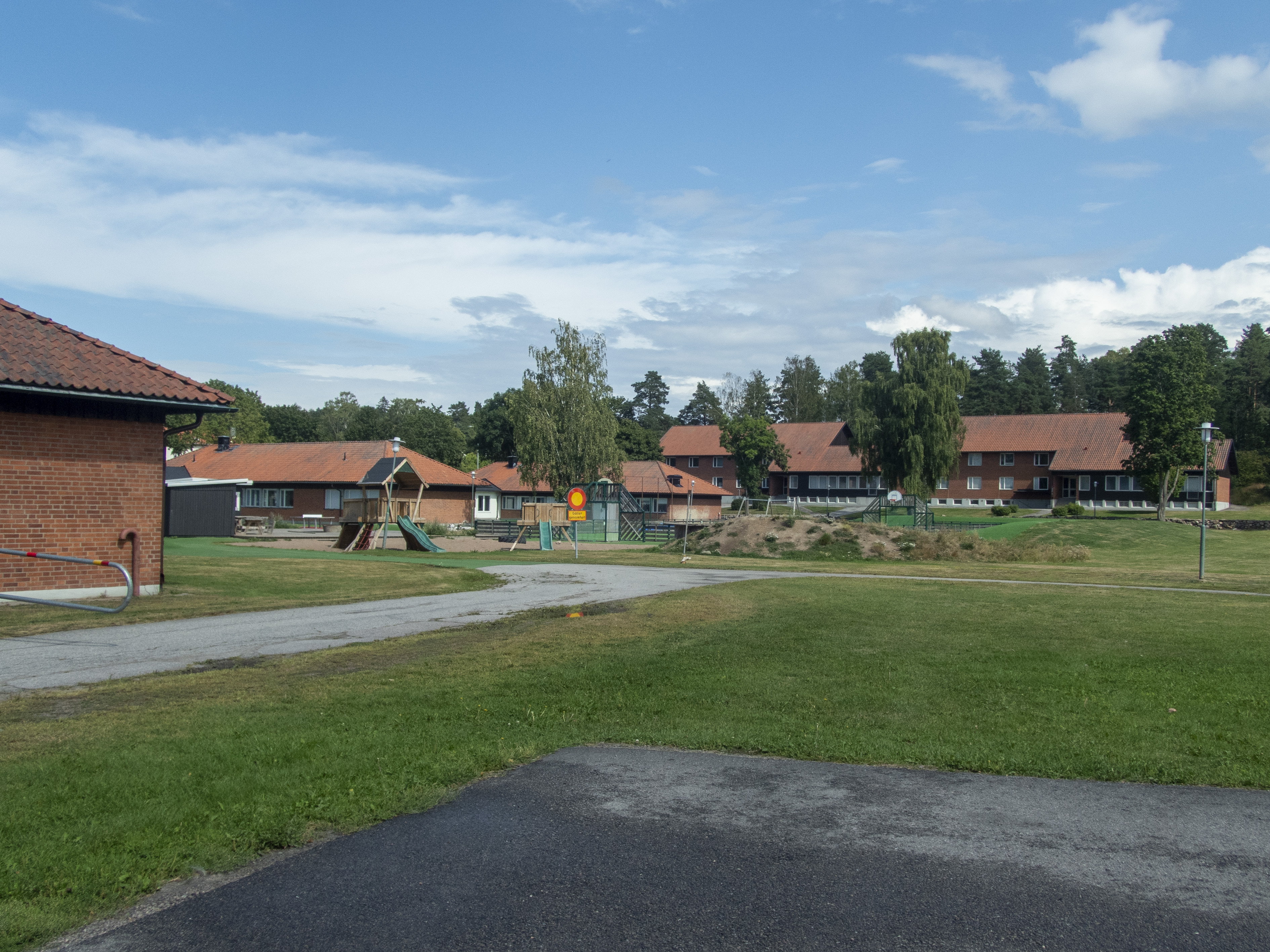
Johannesberg

Johannesberg är en företagspark i Mariestad som har fokus på vård skola och omsorg. Det var ursprungligen en lantegendom som köptes 1875 av Emanuella Carlbeck. Hon var en pionjär som inrättade en idiotanstalt för barn med utvecklingsstörning. Johannesberg, som 1883 övertogs av landstinget i Skaraborgs län, var då Sveriges största anstalt för barn med utvecklingsstörning. Rektor för verksamheten 1931–1958 var Daniel Melin.
Verksamheten utbyggdes successivt fram till slutet av 1960-talet då det bodde omkring 650 personer i olika byggnader inom parkområdet. Under 1970-talet påbörjades en utflyttning av verksamheten till mindre enheter. I början av 1990-talet upphörde Johannesberg som institution, efter en omorganisation inom Skaraborgs landsting, men hade fortsatt verksamhet inom bland annat äldreomsorg.
År 2001 köptes området av Thunbolagen med syfte att skapa en "humanpark". Det fanns och etablerades flera verksamheter med fokus på framförallt vård, skola och omsorg, men även miljö och hållbarhetsfrågor. Högskolan Dacapo Mariestad inledde sin verksamhet på området.
År 2005 etablerades Anstalten Johannesberg, en säkerhetsklassad kriminalvårdsanstalt, vilket möttes av en del protester från omliggande verksamhet.

## Johannesbergs kyrka
År 1939 öppnades en kyrka på anstaltsområdet ritad av Edgar Haasum. Det är en hög byggnad uppförd av putsat tegel. Den har dekonsekrerats.

## Bilder

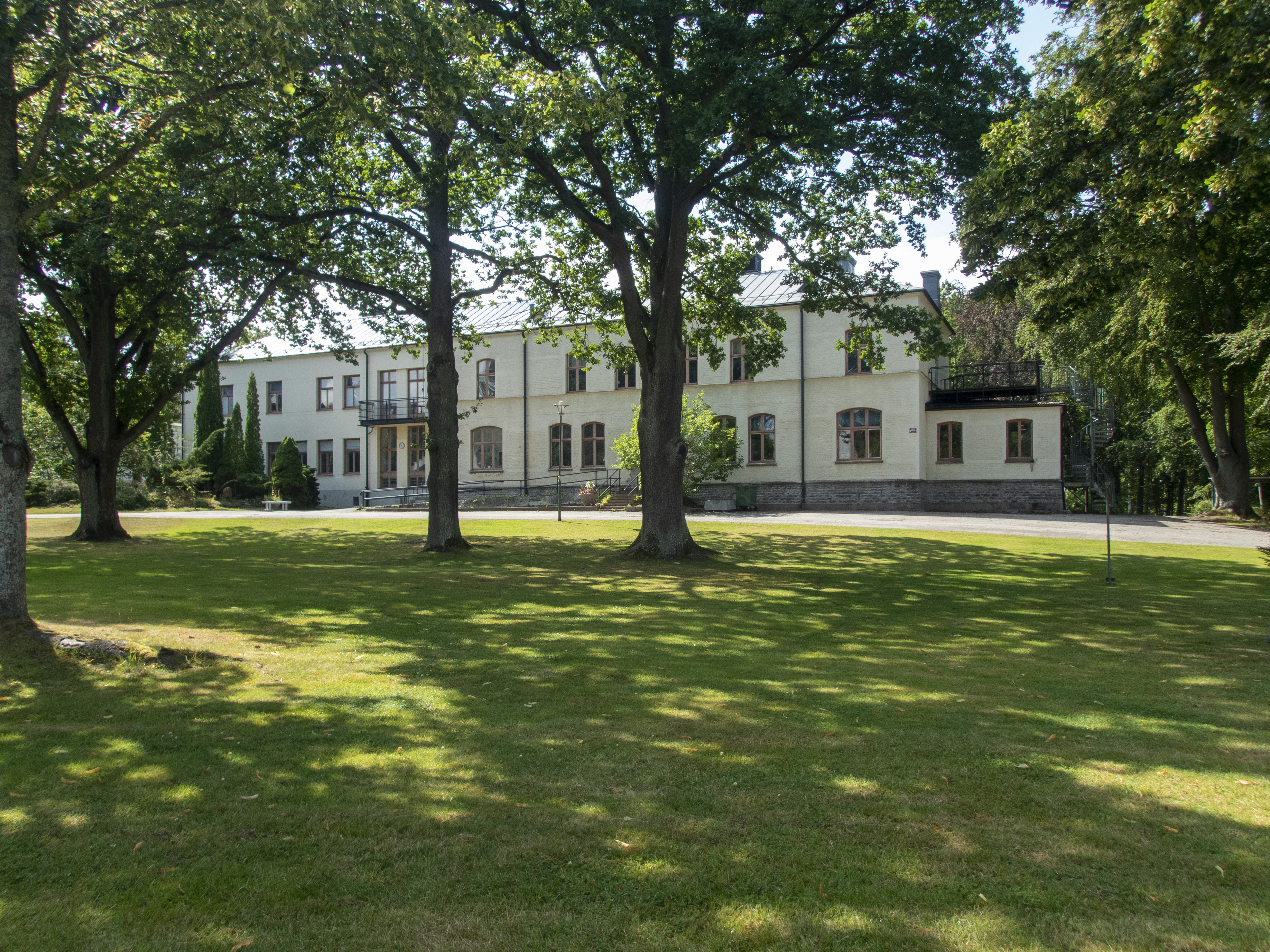
Ekhamra
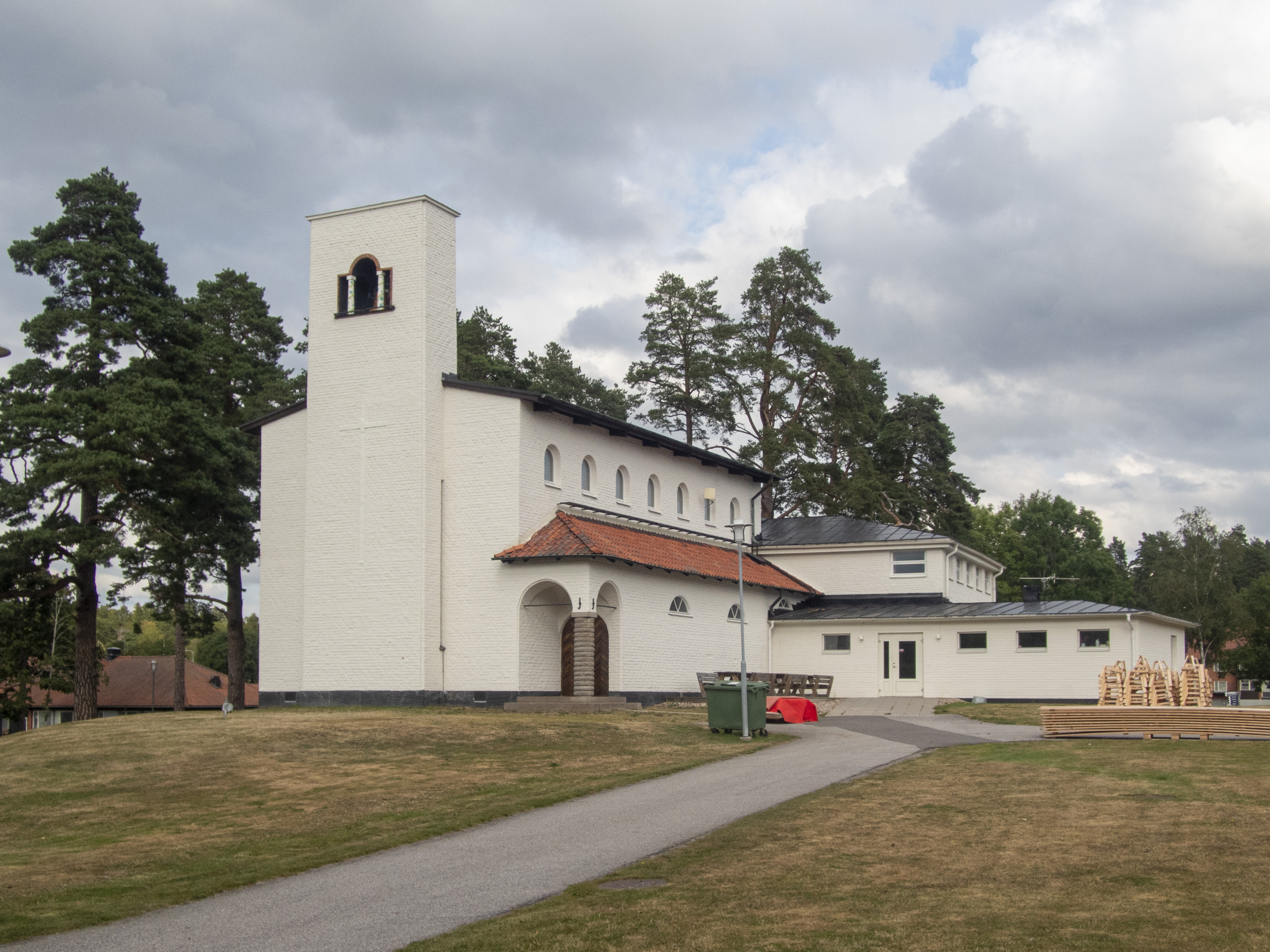
Kyrkan
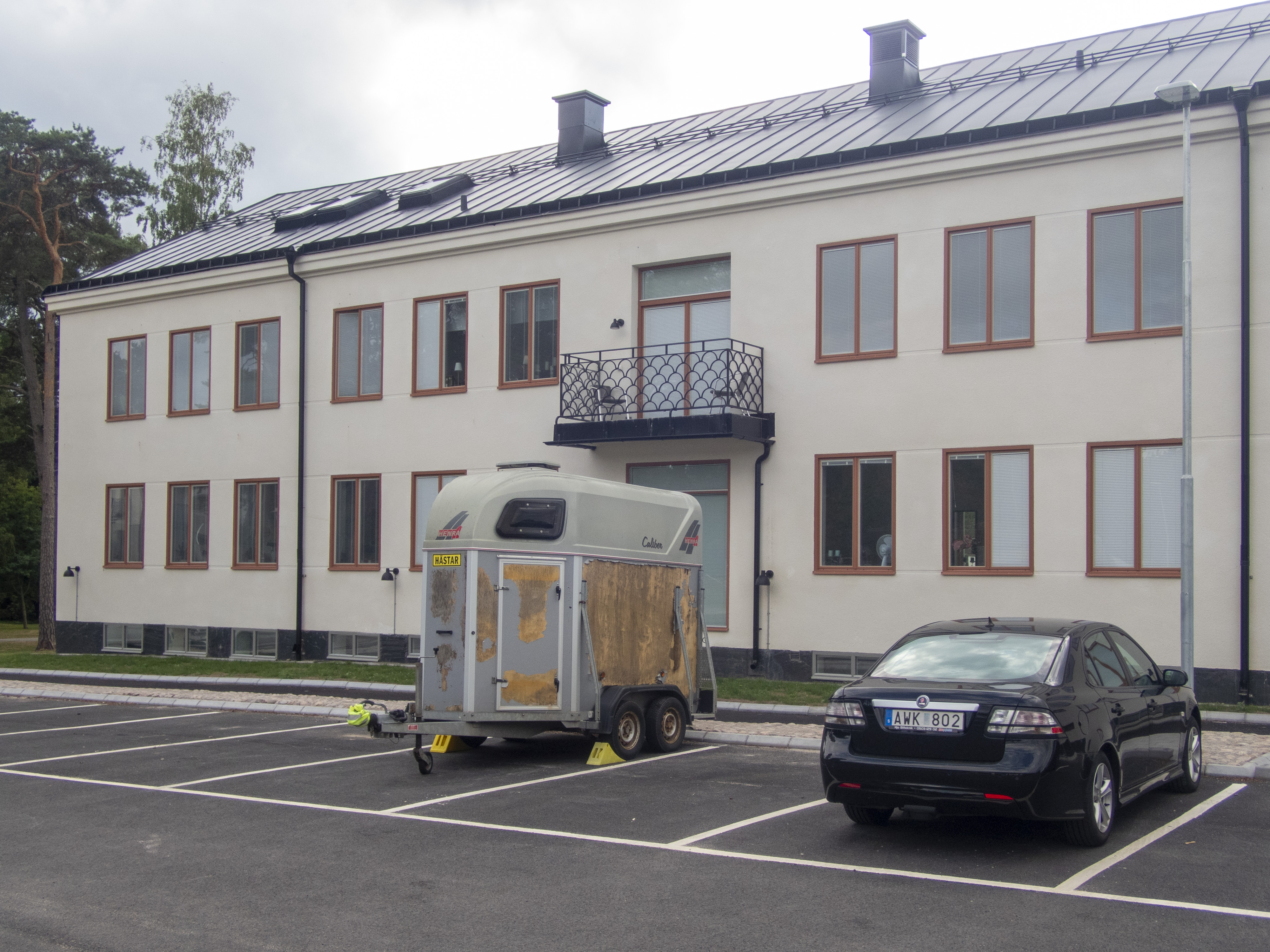
Mellangården
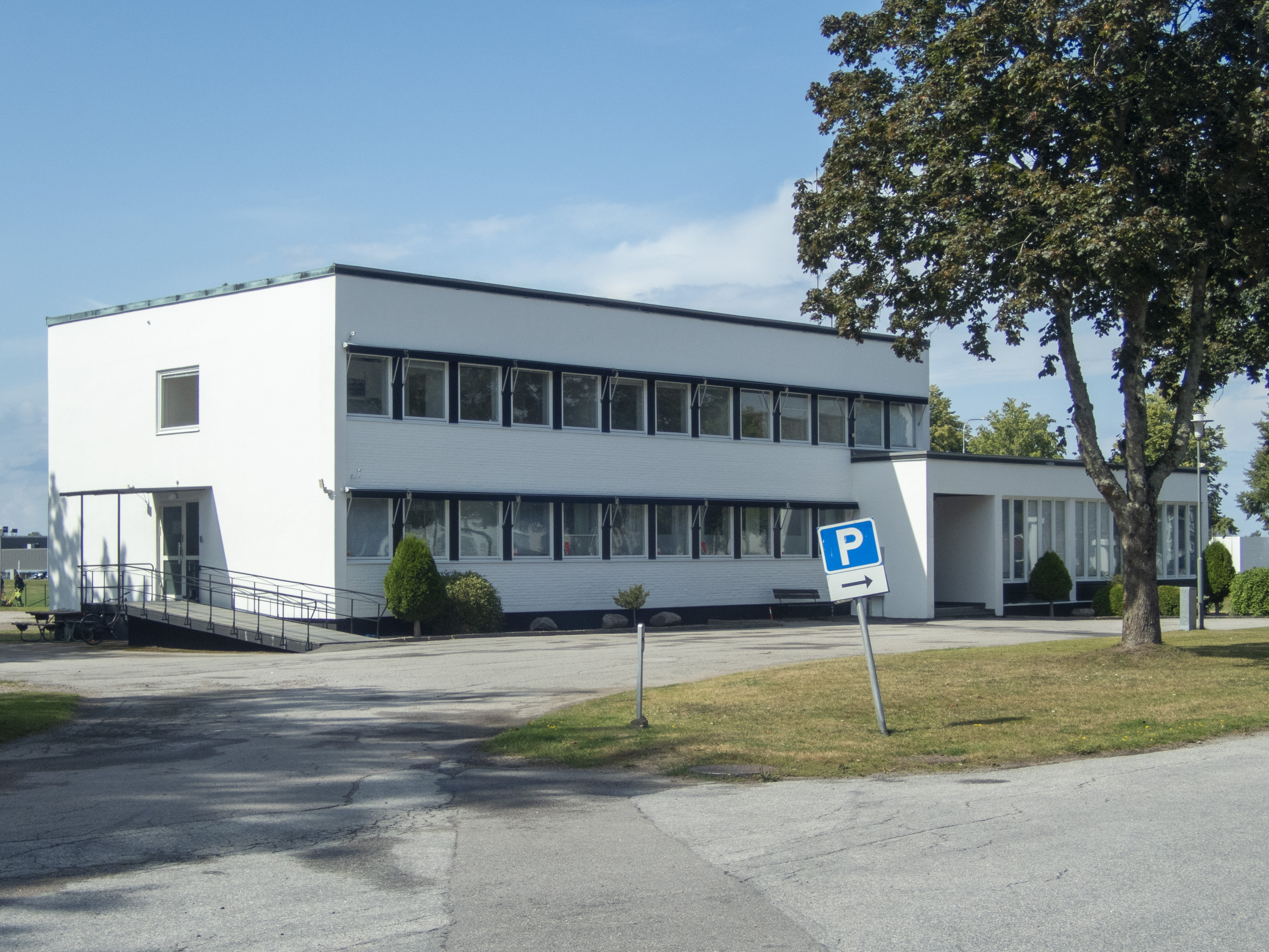
Administrationsbyggnaden
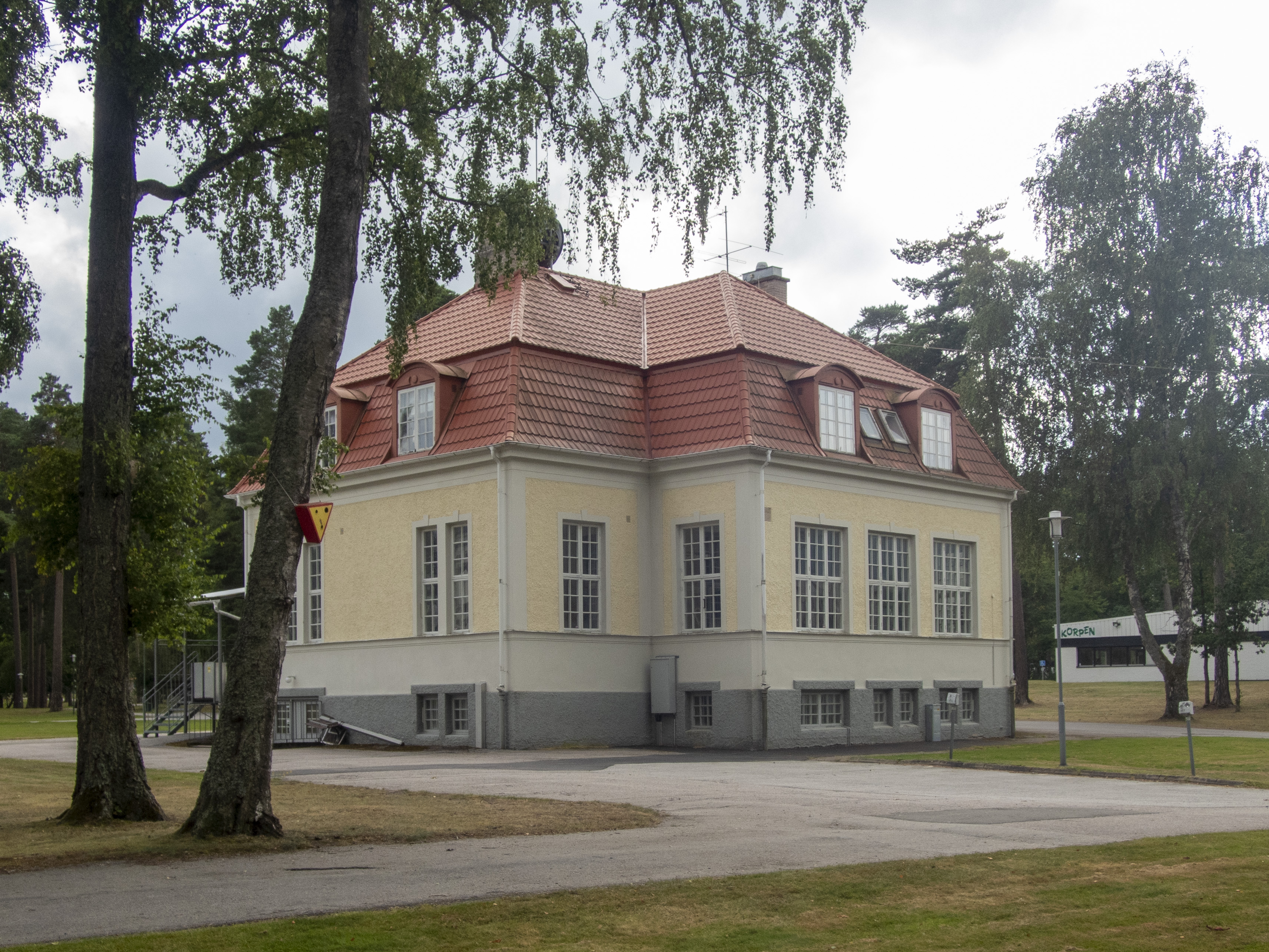
Parkgården